# آيت لحسن أو ابراهيم (آيت حماد اربيعة)
آيت لحسن أو إبراهيم هو دُوَّار يقع بجماعة تيزكيت، إقليم إفران، جهة فاس مكناس في المملكة المغربية. ينتمي الدوّار لمشيخة آيت حماد اربيعة التي تضم 4 دواوير. يقدر عدد سكانه بـ 1096 نسمة حسب الإحصاء الرسمي للسكان والسكنى لسنة 2004.

## وصلات خارجية
- البوابة الوطنية للجماعات الترابية
- المندوبية السامية للتخطيط